# Brasil de Farroupilha (femenino)
El Sociedade Esportiva Recreativa e Cultural Brasil, Es un club de fútbol profesional femenino ubicado en la ciudad de Farroupilha, estado de Rio Grande do Sul, Brasil, en la actualidad participa en el Brasileirao Femenino Serie A2 y el Campeonato Gaúcho.

## Historia
La historia del nacimiento de Brasil pasa por la necesidad de atracciones deportivas e incluso recreación en Farroupilha a fines de la década de 1930. Mientras el mundo todavía estaba políticamente a fuego lento, recuperándose de la primera gran guerra y ya preparándose para la segunda, en la fría cordillera Gaucho, la rutina se limitaba al trabajo y los compromisos religiosos los fines de semana. Caminar y montar a caballo fueron quizás las principales actividades del tiempo libre. Paradójicamente, las ciudades vecinas ya vivían la realidad del deporte, especialmente el fútbol. Siguiendo a los precursores del sur del estado, fueron surgiendo los clubes de montaña, poco después los que se harían grandes en la capital. Animados por esta tendencia, sintiendo el vacío que dejaban los domingos por la tarde ociosos y contaminados por el virus de la pasión por el fútbol, un grupo de jóvenes vecinos de Farroupilha inició las negociaciones para fundar un equipo de fútbol en la ciudad. En ese momento, el ferrocarril era el principal medio de transporte que conectaba a las comunidades. También es intrínseca la conexión de los trabajadores ferroviarios y las personas en su relación con el fútbol. Hubo muchos equipos que tomaron y llevan el nombre de Ferrocarril o Ferrocarril. Los clubes atléticos, los clubes deportivos, los gremios deportivos y las sociedades de recreación eran comunes en las ciudades atravesadas por las líneas de tren.
También en Farroupilha, el Ferrocarril tendría un papel decisivo en la fundación del club de fútbol. El lugar de nacimiento de Brasil, su pesebre, estaría en el ferrocarril. El encuentro que definió la creación de Brasil Futebol Clube tuvo lugar en Armazém da Viação Férrea, el 15 de enero de 1939. Uno de los fundadores fue Arlindo Peterse, agente de Viação. Fue él quien tomó la iniciativa de solicitar y utilizar el lugar para la Asamblea de fundación del Club. Brasil nació al borde de los rieles. El destino también haría presente a uno de los mejores jugadores de Brasil en términos de calidad técnica cuando se fundó el club. A los 13 años, Ari Reginato había presenciado, aunque de una manera un tanto de apoyo, la creación del que se convertiría en el Gigante de las Castanheiras.
Ari es el socio fundador de Brasil que ha permanecido con vida por más tiempo, siguiendo toda la trayectoria de las siete décadas de vida del club, incluso recibiendo homenajes en la cena de celebración del 70 aniversario de Brasil, en 2009. Ari fue el primer jugador del club Brasil se negociará con un equipo de otra ciudad. Aunque por poco tiempo, Ari fue cedido al Fluminense, de Caxias do Sul. Su regreso fue menos una elección del club de Caxias que de la suya propia, debido a su vínculo emocional con Farroupilha y con el club del que fue fundador.
Ari jugó en un momento en el que el dolor no podía evitar el impulso de defender los colores de un club. No hubo tacos producidos comercialmente. Las tiendas no vendían este artículo, que es fundamental para la práctica del fútbol. Los tacos de Ari se hicieron por encargo, en un zapatero en Farroupilha. La cruda tecnología impuso la necesidad de sujetar con clavos las piezas de cuero, utilizadas en la construcción civil. Los tacos también eran clavos en forma de "U" retorcidos cuyas puntas apuntaban hacia las plantas de los pies.
El césped pesado y la pelota dura, combinados con el desplazamiento constante, hicieron que las piezas de cuero de los tacos se movieran durante el juego. Era inevitable que los clavos perforaran la base de la bota. Durante la mayor parte del juego, Ari recuerda pisar esos clavos. Al final del juego, los pies estaban en carne viva. Nada, sin embargo, fue suficiente para disminuir el placer de Ari al defender al Farroupilhian rojo-verde. Fue así, sobre la base de la superación de las dificultades, que los primeros atletas sacaron adelante a Brasil. Fueron los propios jugadores quienes construyeron el Estádio da Baixada Rubra en 1949. En este lugar, Brasil vivió sus grandes momentos, como ganar el Estado de Amadores en 1963. Brasil se convierte en profesional a principios de los 70, pero es en los 80. que aparezcan los primeros buenos resultados. Brasil es finalista en la 2ª División de Profesionales Gauchos en 1986 y 1988. En 86 inclusive, Brasil gana el título del Repecagem da Segundona. El partido por el título fue en el Estádio das Castanheiras, escenario de las glorias actuales del club.
En 1992 aparece el mayor logro del club. Brasil es Campeón Gaucho de 2ª División, ascendiendo a División Especial, donde permanecería siete temporadas, teniendo siempre grandes enfrentamientos con los grandes clubes del estado. En 1992, la Sociedade Esportiva Recreativa e Cultural Brasil de Farroupilha vio cómo el sueño de tres generaciones se hacía realidad. El equipo alcanzó la primera división del Campeonato Gaucho, cincuenta y tres años después de su creación.
La campaña indiscutible subrayó los méritos de la conquista. El Brasil de 1992 es el Brasil de los fundadores y el Brasil de los sueños de quienes lo aman, es decir, un gigante. ¡El gigante de los castaños! Nadie se atreve a pensar lo contrario, después de todo, desde los árboles que rodean el Estádio das Castanheiras hay un grito de pasión, que plantea una comunidad y una historia. Sin embargo, los primeros años de la década de 2000 no son buenos para Brasil. El equipo regresa a la 2ª División y comienza un proceso de intento de recuperación. El equipo permanece en la 2ª División, pero busca, mediante la reestructuración de sus departamentos, una nueva situación.
La asociación con la empresa Cortiana comienza en 2007. El nuevo sistema de gestión moderniza el club. La estructura del Estádio das Castanheiras está mejorando y el equipo busca recuperar su espacio entre los grandes del fútbol en Rio Grande do Sul.
Desde 2007, el club ha sufrido una reformulación paulatina, valorando siempre la profesionalidad, siendo reconocida por su credibilidad y fidelidad a sus compromisos. Es señalado por muchos como un club de referencia en cuanto a estructura y gestión se refiere.
La casa de Brasil es el Estádio das Castanheiras, remodelado y adaptado a las exigencias del fútbol actual, como resultado del proyecto de gestión que revitalizó al club desde finales de la última década. Y es esta estructura la que nos da derecho a postular a una de las vacantes para el Centro de Entrenamiento de la Copa del Mundo 2014, ya inspeccionado y aprobado por la FIFA, máxima instancia del fútbol mundial que colocó al estadio entre los siete candidatos del estado a recibir selecciones. durante la próxima Copa del Mundo.
El Brasil de Farroupilha de hoy tiene su mascota, el Dragón Rojo-Rojo simboliza y transmite la fuerza y valentía de sus fundadores, también tiene su musa y reina, quien además de la fuerte ala femenina de décadas pasadas ayuda y promueve al club, tiene su afición organizada que no para de crecer, su himno, su web oficial, y sus valientes voluntarios del Movimiento Juvenil que trabajan para el club.

## Mascota Oficial
- DRAGÃO RUBRO-VERDE

En enero de 2012, en la Cena Conmemorativa, se eligió la nueva mascota de SERC Brasil. En una promoción realizada por el Movimiento Juvenil y Consejo Deliberante, uno de los alicientes para la afición que estuvo presente fue la votación para la elección de la mascota rubro-verde, cuyas opciones se habían dado a conocer a través de la web del club y en los periódicos de la ciudad. . Las creaciones fueron realizadas por el dibujante Iotti.
En el concurso que movió a la ciudad, se presentaron cinco opciones: Castanheiro, Dragão Rubro-Verde, Gigante, Luigi y Rubrinho. Cada una de las opciones tenía un significado específico para los fanáticos y la comunidad de Farroupilha. Con el 62% de los votos, el aficionado eligió al Dragón Rojo como la nueva mascota de Brasil. Con dimensiones robustas, boca abierta, pero sin el semblante aterrador, la nueva mascota simbolizará los gloriosos y notables años 90, también sirve como un homenaje al extinto club de fans “Dragões da Fiel”, que el club tenía en esa década y aún trae la identificación con los jóvenes, el carisma hacia los niños y también representa la fuerza y valentía de Brasil de Farroupilha en el campo.

## Hinchadas Organizadas
- Movimento Jovem

El Movimento Jovem es un grupo de voluntariado que ayuda a la entidad en acciones, promociones, eventos, voluntariado y otras formas de apoyo a SERC BRASIL en Farroupilha.
- Torcida Jovem do Brasil

Los Jóvenes Fans de Brasil de Farroupilha (TJB) (popularmente llamados Torcida JOVEM) es un grupo de fans organizado de Brasil de Farroupilha. Fundada el 11 de noviembre de 2007, a través de un grupo de amigos que vieron partidos en Castanheiras y se dieron cuenta de la falta de una multitud para apoyar más intensamente al equipo, animar a una multitud vibrante y más presente, y eso podría ayudar al desempeño de Brasil dentro del campo. Con eso, tuvieron la idea de formar la Joven Torcida do Brasil.
TJB es la única afición organizada del club. El símbolo de la multitud es la Mascarada. La multitud tiene aproximadamente 120 miembros registrados.
```
En Castanheiras, la multitud se encuentra a la izquierda de las cabinas de prensa y la multitud se reúne frente al estadio en todos los juegos.
```

Activo durante 10 años, TJB tuvo un crecimiento meteórico hasta el día de hoy. Está presente en todos los partidos en Castanheiras, y siempre busca apoyar al club en partidos fuera de Farroupilha, a pesar de todas las dificultades del fútbol en el interior del estado.
```
Torcida Jovem también participa en promociones, acciones de marketing y también eventos benéficos como Campanha do Agasalho, recogida de alimentos para organizaciones benéficas y voluntariado.
```

## Actual Directiva 2021
| Cargo                  | Nombre                  |
| ---------------------- | ----------------------- |
| Presidente             | Elenir Luiz Bonetto     |
| Vicepresidente         | Luis Fernando De Cesaro |
| Director deportivo     | Betinho Ijuí            |
| Director Técnico       | Fernando Varani         |
| 2.º Entrenador         | Elio Benzale Guerrero   |
| Asistente Técnico      | Paulo Motterle          |
| 1er Preparador Físico  | Juliano Victor          |
| 2.º Preparador Físico  | Fabio Martins           |
| Entrenador de Porteros | Dionatan Rodrigues      |
| Médico                 | Felipe Krindges         |
| Fisioterapeuta         | Bianca De Castro        |
| Utilero                | Pedro Santos            |
| Psicóloga              | Ana Karine Klaus        |
| Nutricionista          | Bandera de Brasil       |

## Proveedores y patrocinadores
A continuación se detalla una tabla con todos los fabricantes y patrocinadores en orden cronológico.
| Período       | Proveedor | Patrocinador(es) principal(es) | Patrocinador secundario | Patrocinador terciario | Patrocinador cuaternario |
| ------------- | --------- | ------------------------------ | ----------------------- | ---------------------- | ------------------------ |
| 2020-presente |           | Clas'sport                     | Betsul                  | Nutrata                | Tramontina               |
|               |           |                                |                         |                        |                          |

## Jugadoras notables
La siguiente es una lista de las jugadoras más notables que han jugado en el club.
| Extranjeras | Locales - Sabrina Botcher - Adri |

## Entrenadores
| Entrenador      | Período       |
| --------------- | ------------- |
| Guilherme Lange | 2019-2020     |
| Rodrigo Ramos   | 2020-2021     |
| Fernando Varani | 2021-presente |